# Agrostis boetica
Agrostis boetica é uma espécie de gramínea do gênero Agrostis, pertencente à família Poaceae.